# Ole Rasmussen (fodboldspiller, født 1952)
 Der er flere personer med dette navn, se Ole Rasmussen. (Se også artikler, som begynder med Ole Rasmussen)
Ole Bo Rasmussen (født 19. marts 1952) er tidligere fodboldspiller på landsholdet.
Ole Rasmussen spillede i Næstved IF, OB og Hertha Berlin.
Ole Rasmussen spillede 41 landskampe,bl.a. 2 kampe under EM i Frankrig i 1984. Han debuterede mod Sverige i 1975, og spillede sin sidste landskamp mod Østrig i 1984. 
Startede i Næstved i 64', inden da Holme Olstrup. Han blev i Næstved til 1975, hvor han skiftede til Hertha BSC hvor han blev til 80'. Dernæst skiftede han til OB hvor han var fra 80-82. Efterfølgende tilbage til Hertha, hvor han spillede fra 82-84 og sluttede i Næstved 84-86.
Han blev siden træner for Faxe, Næstved, Slagelse, Herlufsholm & Vordingborg.
Til dato er Ole landmand ved Næstved, hvor han dyrker almindeligt landbrug samt kartofler. Til Jul sælger han også Juletræer. 